# Inside (videogioco)
Inside è un videogioco rompicapo a piattaforme sviluppato dallo studio indipendente danese Playdead. Nel videogioco il giocatore controlla un ragazzo in un'ambientazione distopica dove dovrà risolvere dei rompicapi per evitare la morte.
Inside ha debuttato al E3 2014, durante la conferenza di Microsoft, precedentemente l'uscita era programmata per il 2015.
Il titolo è stato pubblicato il 29 giugno 2016 per Xbox One, il 7 luglio per Windows e il 29 agosto per PlayStation 4. A partire dal 13 luglio 2016 il videogioco è disponibile anche sulla piattaforma online Steam e dal 28 giugno 2018 per Nintendo Switch. Il gioco è stato acclamato come successore di Limbo, sempre creato da Playdead; secondo Paul Tamburro è teoria condivisa da molti che i due giochi siano ambientati nel medesimo universo.

## Trama
Il gioco, ambientato in una città dal clima instabile in un futuro distopico in cui esistono tecnologie meccaniche e chimiche molto avanzate ma in cui i mezzi di raccolta e trasmissione di informazioni sono i nastri magnetici e grossi computer, pone il giocatore nei panni di un bambino in un bosco che sta scappando da qualcosa. Si imbatte in degli uomini con una maschera che sembrano far parte di una società, forse di un regime autoritario; tali uomini sanno che il bambino sta scappando e hanno l'ordine di eliminarlo a vista, con ogni mezzo a disposizione (fermarlo e strangolarlo, sparargli, usare dei cani addestrati che inseguono il suo odore per sbranarlo).
Uscito dal bosco il bambino arriva in una campagna con un grande campo, dove vi sono dozzine di carcasse di maiali morti. Altrettanti ancora vivi chiusi in un capanno ma totalmente magri e denutriti. Stranamente le carcasse dei maiali sono ricoperte di misteriosi lombrichi rosa simili a grosse sanguisughe. Il bambino utilizza d'astuzia il peso di uno di questi maiali che sembrava morto (sulla parte posteriore aveva un verme enorme, probabilmente dato dalla putrefazione di una parte del corpo del maiale, data da un'infezione non curata) per sfondare una porta ed entrare in un fabbricato. Riuscendo a prenderlo di spalle il bambino riesce a liberare il maiale dal parassita riuscendo infine a calmarlo. Entrato nel magazzino il bambino si imbatte in alcuni individui in ginocchio che sembrano sottomessi (o privi di coscienza) senza capire se siano ostili o meno, ma scopre che indossando in testa un dispositivo può prenderne il controllo e farsi aiutare da loro per poter superare gli enigmi.
Cominciando ad avvicinarsi alla zona industriale della città, mentre smette di piovere, il bambino nota nello sfondo una fila enorme di persone che avanzano verso la struttura in modo sincronico, come privi di volontà e coscienza. Entrato nella città, il bambino supera prima una zona metropolitana abbandonata; poi muovendosi tra i tetti (trovando una vecchia insegna che dice REC) e i vicoli, comincia a capire la terribile verità: a marciare sono proprio quelle persone che aveva visto prima, messe dentro il camion, controllate da individui pronti a intervenire in caso di ribellione.
Il bambino decide di muoversi dentro gli edifici furtivamente, ma anche qui ci sono delle insidie: delle macchine ostili che una volta attivate bloccano a vista ogni cosa che possa mostrare movimenti sospetti, sparando ad alta velocità un pungiglione metallico. Il bambino usa ascensori e scale per evitare queste macchine ma cade e si ritrova proprio in mezzo alla marcia, capisce subito di essere controllato da una macchina proprio dietro a lui, quindi imita i movimenti della marcia per conformarsi e diventare invisibile. Mentre avanza con la fila, il bambino osserva che a controllare la gente che procede vi sono un gruppo di persone, tra cui anche donne e bambini dotati anche loro di una maschera che osservano la massa mentre avanza. Essi sono probabilmente gente d'élite del regime con una particolare carica sociale.
Si scopre che i soggetti sottomessi sono sottoposti a dei test per capire l'efficienza dei comandi a loro imposti, in tutto questo le persone esterne dotate della maschera osservano dal vivo impassibili lo svolgersi dei test. Superata la zona dei test il bambino si imbatte in dei cani che fiutano l'odore dell'intruso che quindi è costretto a rompere le righe e scappare prima di essere catturato. Si sposta gradualmente da una zona metropolitana e periferica a una sempre più industriale, fin quando arriva in uno sbocco marittimo. Qui il bambino, si impossessa di un piccolo sottomarino e si avventura nelle profondità marine (probabilmente un lago profondissimo) in cerca di una via d'uscita.
Una volta sceso nelle profondità, si imbatte in vecchi laboratori utilizzati dall'uomo ma oramai allagati quasi completamente. Quando finalmente il bambino comincia a sbloccare le prime porte per proseguire (uscendo temporaneamente dal sottomarino) comincia ad avere un contatto con delle sirene sensibili alla luce che cercano di abbattere il sottomarino e annegare il bambino alla prima occasione. Uscito dal sottomarino arriva in una zona simile ad una miniera divisa in tre piani, nel piano centrale si trova una piattaforma con un numero che indica le persone necessarie per raggiungere il peso atto a sbloccare il portone, in lontananza si sente un suono come di un'esplosione le cui vibrazioni arrivano fino alla miniera e che fanno andare via la corrente per qualche attimo facendo assomigliare tutto ad un gigantesco cuore che batte.
Così il bambino scende nel piano inferiore dove per una casualità si ritrova con il dispositivo di controllo mentale incastrato in testa e così istantaneamente un gruppo di uomini che prima sembravano impassibili lo seguono e si mostrano subito di buone intenzioni, di fatto lo aiutano a raggiungere punti più alti lanciandolo o lo afferrano al volo evitando che si fratturi le gambe cadendo da punti troppo alti, gli uomini si muovono come se fossero degli zombie, o sotto effetto di allucinogeni, o comunque senza il pieno controllo dei loro muscoli. Grazie all'aiuto degli uomini inoltre può disporre di una forza maggiore e quindi spostare oggetti molto grandi o aprire garage molto pesanti.
Raggiunge una nuova zona allagata da superare a nuoto ma uscendo dall'acqua, scivola da una catena e ricade in acqua dove inaspettatamente c'è una sirena pronta ad annegarlo. Tale sirena però sembra volerlo aiutare: dopo averlo annegato gli attacca al busto un cavo con un dispositivo simile a quello del controllo mentale che si stacca da solo dopo aver finito di erogare qualcosa dentro il bambino, che sprofonda svenuto verso il basso. Risvegliatosi dopo il lungo sonno, scopre di non aver bisogno di respirare (si scopre più avanti che probabilmente da questo momento il bambino è morto ma è entrato in contatto con un'entità superiore, capace di farlo muovere ancora) e che molto probabilmente lo sta guidando verso di lei.
Dopo supera un ambiente estremamente ampio ed allagato. Trova un passaggio secondario che lo porta in superficie. Prosegue in una nuova zona industriale dove ci sono delle vedette che riesce a superare grazie a delle zone d'ombra. Arriva in una stanza enorme in cui ci sono dei cadaveri appesi al contrario, che in realtà sono immersi in una massa d'acqua al contrario, probabilmente grazie a una tecnologia capace di modificare la gravità solo per alcuni elementi biologici. Benché infestati dai parassiti rosa, i cadaveri si muovono ancora: si scoprirà presto che sono collegati ad un dispositivo tecnologico che utilizza qualche tipo di energia dai cadaveri o la induce ad essi. Superata questa parte il bambino arriva in una zona container con delle scatole e una gabbia con dentro un gruppo di individui impassibili, probabili cavie. Destino a cui il bambino parrebbe essere sfuggito. Arrivato in un'altra zona con l'acqua al contrario, il bambino spegne il meccanismo che tiene i cadaveri verso l'alto, che adesso seguono il bambino e lo aiutano allo stesso modo degli uomini aiutati nella miniera, ma stavolta senza il dispositivo di controllo mentale. Raggiunto l'ultimo settore, arriva in una zona con della gente che è attratta da qualcosa che si trova al di là di un vetro. Da questo momento gli individui che incontra il bambino non sono ostili con lui perché non sanno che lui è un evaso (anche se è possibile che fingano di non saperlo).
Dopo aver superato la zona circostante, il bambino riesce ad entrare dentro una stanza acquatica, perdendo i propri vestiti. Le persone che guardano sconvolte dall'altra parte del vetro, fanno cenno di non fare azioni avventate, il bambino però si avvicina verso la massa e scopre che si tratta di un mix tra un cervello enorme e una serie di cadaveri umani uniti in un unico orrido essere (è possibile che sia solo allo stato embrionale), che ha una volontà fisica e mentale propria e che ha quattro dispositivi di controllo mentale attaccati in modo da trasmettere tutta la sua energia ai cadaveri di animali e umani. Presumibilmente essa è la misteriosa entità che ha guidato fin lì il bambino. Il bambino stacca i quattro cavi e si infiltra dentro la massa facendosi assimilare e prendendone il controllo. Da questo momento la massa avvia una lunga sequenza di quella che potrebbe sembrare una fuga e un sabotaggio di un intero sistema, muovendosi goffamente ma con decisione. Il danno che la Massa causa maggiormente è di avere probabilmente danneggiato un reattore, causando come conseguenza l'esplosione dell'intera struttura. Gli impiegati intorno sono molto spaventati, poiché la massa si muove di propria volontà e provoca grossi danni alle strutture (e agli impiegati che si ritrovano nel suo tragitto), staccando e muovendo oggetti e pareti.
Tuttavia sembra che al tempo stesso le persone intorno alla massa cerchino di farla proseguire in una zona più sicura, dove poi provano invano a fermarla; di fatto la massa riesce, irrefrenabilmente e con un impeto disinvolto, a rompere un'ultima parete di legno, che sembra essere il confine della struttura nella quale avvengono gli esperimenti, oltre la quale inizia una nuova zona, incontaminata. La massa rotola per una piccola collina, oltre dei pini, fino ad arrivare sulla riva di un fiume, con uno spiraglio di luce solare; la massa non si rialza, giace stanca e sfinita sul prato come a riposarsi dopo quella che sembra un'estenuante ricerca di libertà. Non è dato sapere al giocatore se, dopo tale sequenza, il bambino uscirà dalla massa oppure no.

### Finale alternativo
Inside possiede un finale alternativo che può essere ottenuto raccogliendo 14 misteriose sfere elettriche nascoste in varie aree del gioco. Come in Limbo, anche qui esiste un percorso alternativo che conduce a una stanza speciale che permette di monitorare la raccolta delle sfere mancanti.
Rigiocando il gioco, quando il bambino attraverserà all'inizio, il campo di granturco, vi è nascosta una botola in mezzo alle pannocchie che conduce ad un bunker sotterraneo. Da sinistra il passaggio porta ad una camera oscura: mostrando foto di masse prodotte dagli esperimenti passati. A destra vi è una porta blindata con un pannello con sopra una leva, che può essere spostata a destra, sinistra o in su. Una volta aperta la porta, essa conduce ad una enorme stanza fatiscente somigliante ad un rifugio anti-atomico. Si può notare in fondo ad essa una scrivania con appoggiati sopra una moltitudine di schermi di computer e televisori. Attaccato al soffitto c'è uno degli elmetti usati dal bambino per controllare le persone prigioniere, a cui sono stati collegati svariati cavi, inoltre è possibile scorgere una sedia da ufficio e una scrivania, probabilmente utilizzata dall'individuo che controllava quella stanza. Se il bambino viene guidato verso il muro a destra troverà un grosso cavo che collega tutto l'impianto del bunker. Se il cavo viene staccato l'intera visuale si spegne mostrando come ultima cosa il bambino che crolla in ginocchio immobile senza più muoversi.

### Personaggi
* Bambino: Il bambino è il protagonista del gioco. Si ritrova nel bosco, in fuga da qualcosa. La sua vita o addirittura la sua esistenza, sembra essere artificiale: C'è un bunker sotto un campo di pannocchie e al suo interno vi è una stanza segreta con un impianto di controllo mentale collegato a diversi computer e schermi. Nel finale alternativo, se il giocatore guida il bambino e stacca il cavo principale, il bambino crollerà in ginocchio privo di sensi facendo finire prima il gioco. Ciò aumenta la teoria che il bambino sia un essere creato da qualcuno che intende rovesciare il sistema della società.
* Persone d'elite: costituiscono la parte della società dispotica, dove è ambientato il gioco. Inclusi i bambini tutti quanti indossano una maschera, osservano impassibili le persone prive di coscienza essere guidate e manipolati dalle macchine, venendo usati come cavie da laboratorio.
* Pulcini:piccoli batufoli gialli che vivono nelle campagne all'inizio del gioco. Quando il bambino attraversa le fattorie abbandonate, curiosamente i pulcini, cominciano a seguirlo e se rimane fermo, essi gli si radunano intorno ai piedi, quasi per confortarlo, mostrando forse l'unica scena di affetto nel mondo di gioco. Si mostrano come i soli animali a non essere deperiti o malati.
* Cani da guardia: mastini feroci addestrati per stanare e uccidere gli intrusi. Se raggiungono il bambino, lo uccideranno in modo violento.
* Sirene: bambine dai capelli lunghi e neri, vivono nelle acque profonde dei centri di laboratorio abbandonati. Sono vecchie cavie di esperimenti abbandonati. I test fatti su di loro gli permettono di respirare sott'acqua senza alcuna difficoltà. La gente d'elite non sembra essere a conoscenza della loro esistenza. All'inizio sembra che vogliano solo cacciare e uccidere il bambino per affogarlo, ma alla fine si scopre che esse, vogliono aiutarlo. Una delle sirene aiuterà il bambino a respirare sott'acqua con una macchina.
* Massa: entità artificiale creata in modo abominevole, fondendo a livello biologico i corpi e i cervelli di svariati uomini e donne. Sembra essere una creatura allo stadio ancora embrionale. Gli scienziati d'elite, hanno sacrificato e fatte decine di esperimenti sulle persone per crearla, come mostrato nei livelli precedenti. Non è chiaro in cosa essa muterà in futuro.
* Individuo del Bunker: personaggio che non si mostra. È il responsabile di avere dato vita al bambino, collegandolo a vari dispositivi elettronici. Si può solo intuire che fosse un ex membro della società d'elite, poiché nel bunker c'è una camera oscura, dove sono state sviluppate da vicino, foto riguardanti la Massa e che il suo obbiettivo sia quello di far crollare la società.

## Sviluppo
La casa di sviluppo Playdead pubblicò nel luglio 2010 il suo primo videogioco Limbo, successo di critica e pubblico, con oltre un milione di copie vendute. Nell’arco di pochi mesi, Playdead iniziò lo sviluppo del loro secondo videogioco sotto il titolo provvisorio “Project 2”. Immaginato come seguito spirituale di Limbo, il nuovo progetto prendeva elementi e traeva spunto da idee del suo predecessore non presenti nel prodotto finale. Gli stessi sviluppatori affermano che i due titoli sono molto simili, nonostante Inside sia più “folle”, “strano” e 3D. Il Danish Film Institute partecipò al progetto finanziando lo sviluppo con un milione di dollari.
Come motore grafico del gioco venne scelto Unity per ridurre il carico di lavoro, nonostante Playdead avesse sviluppato un motore di gioco personalizzato per Limbo. Per dare un aspetto unico al gioco, gli sviluppatori crearono uno speciale filtro TAA (Temporal Anti-Aliasing), chiamato “Temporal Reprojection". Nel marzo 2016, Playdead rilasciò il codice sorgente sotto licenza open-source.
La massa, l’amalgama di parti di corpi che il giocatore controlla nella parte finale del gioco, era un’idea che risaliva al 2010, quando all’animatore Andreas Normand Grøntved fu chiesto da Playdead di produrre delle animazioni preliminari basate sui disegni dell’artista Morten Bramsen. I disegni di Bramsen servirono come guida per la natura visiva e lo stile artistico dell'intero gioco. Per animarli, Grøntved si ispirò alle movenze di Nago, la forma demoniaca della divinità cinghiale del film Princess Mononoke, la consistenza morbida del protagonista del videogioco Gish e i comportamenti umani durante il surf sulla folla. Grøntved sviluppò le animazioni iniziali utilizzando una versione semplificata del modello, da lui chiamata “massa patata”, in modo da avere delle geometrie semplificate per studiare come si sarebbe mossa e avrebbe interagito tale modello con l’ambiente circostante. La maggior parte delle animazioni del resto del gioco si basarono su una combinazione di movimenti scheletrici pre-configurati in interazione con la fisica del motore di gioco, la massa dovette essere animata quasi interamente sulla base di un modello fisico personalizzato sviluppato da Thomas Krog e implementato da Lasse Jon Fulgsang Pedersen, Søren Trautner Madsen e Mikkel Bøgeskov Svendsen. Il modello utilizza una simulazione a 26 corpi per il nucleo della massa, guidato da una rete di impulsi basati sulla direzione data dal giocatore e gli elementi prossimi dell’ambiente, permettendo alla massa di riconfigurarsi in base alle necessità date da particolari situazioni, come ad esempio adattarsi a spazi ristretti. A tale modello vennero poi aggiunte sei braccia e sei gambe dotate di animazioni preimpostate in modo da aiutare la guida degli impulsi nella simulazione del corpo principale. La pelle della massa venne creata mescolando lo stile artistico delle sculture di John Isaacs e l’arte di Jenny Saville e Rembrandt. I suoni vocali e corporei furono eseguiti dal gruppo austro-danese SIGNA.
L’annuncio di Inside avvenne durante la conferenza Microsoft dell’E3 2014. Precedentemente, la pubblicazione del gioco era programmata su piattaforme non Microsoft, tra cui PlayStation 3 e OS X, ma Playdead attese volontariamente quattro anni ad annunciare il videogioco proprio per ridurre al minimo il tempo tra l’annuncio e il suo rilascio. Ryan McCaffrey di IGN scrisse che l’annuncio di Inside nella conferenza Microsoft era un chiaro segno del sostegno dell’azienda allo sviluppo di videogiochi indipendenti, a suo parere la sorpresa più grande dell’anno in ambito videoludico. Gli sviluppatori rinviarono però la pubblicazione del titolo, inizialmente prevista per l’inizio del 2015, per poterlo affinare al meglio, senza fornire un'ulteriore finestra di lancio. Una demo giocabile fu proposta all’evento Microsoft precedente al PAX Prime di agosto 2015. A causa del ritardo, Playdead pianificò l’iniziale pubblicazione del gioco su Xbox One e Microsoft Windows, mostrandosi aperta e interessata al rilascio su altre console in futuro.
La data di pubblicazione venne annunciata definitivamente durante l’E3 2016, e, per promuovere il gioco, per un periodo di tempo limitato prima del rilascio di Inside, venne offerto il download gratuito di Limbo. Inside venne pubblicato su Xbox One il 29 giugno 2016, e per Windows, attraverso la piattaforma Steam, il 7 luglio. Seguirono le conversioni per altre piattaforme: la versione PlayStation 4 venne pubblicata il 23 agosto, la versione iOS il 15 dicembre 2017 e la versione per Nintendo Switch il 28 giugno 2018 accompagnando la pubblicazione di Limbo. 505 Games rilasciò Inside e Limbo in un’unica versione fisica per Xbox One e PlayStation 4 a settembre 2017.
Playdead inoltre ha collaborato con Iam8bit e Abyss Creations (i produttori di Real Doll per realizzare una versione speciale del gioco per Playstation 4 che include una riproduzione in silicone della massa, oltre a ulteriori contenuti legati allo sviluppo artistico del videogioco. Sebbene questa versione venne rivelata e messa in vendita nel 2018, il suo contenuto completo non fu rivelato fino a dicembre 2019.

## Modalità di gioco
Il personaggio giocante è un ragazzo senza nome che esplora un mondo surreale in grafica bidimensionale (2.5D). Il gioco è cupo, i colori utilizzati evidenziano sia il giocatore che alcune parti dell'ambiente di gioco. Il gioco è molto silenzioso, ad eccezione di alcuni spunti musicali occasionali, voce del ragazzo, cani che abbaiano, attrezzature ed effetti sonori. Il protagonista svolge azioni abituali come correre, nuotare, camminare o salire, utilizzando gli oggetti trovati per superare gli ostacoli. Il ragazzo nel corso del gioco, acquisisce la capacità di controllare i corpi per completare alcuni puzzle, Marty Sliva di IGN lo considera come un meccanico in The Swapper. In alcuni punti del gioco, il giocatore scopre delle stanze nascoste contenenti delle sfere luminose. Se tutte le sfere vengono disattivate durante una partita, il giocatore potrà sbloccare il finale alternativo del gioco.
Il protagonista può morire in diversi modi, colpito con un dardo tranquillante, colpito da forti onde d'urto, sbranato dai cani, intrappolato tra le macchine di sicurezza, oppure annegato. Come per il precedente titolo, Limbo, la morte viene rappresentata in modo realistica e spesso anche grafica. Se il personaggio muore, il gioco ripartirà dal checkpoint più recente.

## Colonna sonora
Martin Stig Andersen ha concepito e composto la colonna sonora di Inside. Il progettista del suono, che già aveva lavorato con Playdead per Limbo, si è ispirato a colonne sonore di film di serie B di genere horror, le cui musiche sono spesso composte con sintetizzatori. Andersen ha tratto ispirazione da questi suoni ma ha deciso di riprodurli utilizzando un teschio umano: questo gli ha permesso di creare un'atmosfera fredda e cupa, che ben si sposa con la grafica del videogame.
In Inside, il gioco e la parte audio sono strettamente collegati, al punto che alcuni enigmi sono direttamente connessi a indizi visivo-musicali. Per questo per Inside Andersen ha dovuto lavorare a stretto contatto con sviluppatori del videogioco molto più di quanto avesse fatto per Limbo. Questo ha permesso di creare vari elementi visivi in connessione all'audio; ad esempio, Andersen ha notato che i movimenti del torace del ragazzo sono legati agli effetti sonori che ha creato per la respirazione, che esprimono lo stato d'animo del ragazzo (calma, paura) a seconda del luogo in cui si trova. Andersen ha supportato i game designer nella creazione della struttura complessiva del videogame, identificando le scene dove la musica poteva contribuire a creare l'atmosfera di gioco.

## Riconoscimenti
British Academy Games Awards
- 2016 - Miglior design
- 2016 - Migliore storia
- 2016 - Migliore direzione artistica
- 2016 - Migliori proprietà originali

The Game Awards
- 2016 - Miglior videogioco indipendente
- 2016 - Miglior direzione artistica